# 시바히라촌
시바히라촌(柴平村)은 아키타현 가즈노군에 있던 촌이다. 1956년 9월 30일 시바히라촌과 하나와정 등 2개 정·촌이 합병하여 새로운 하나와정이 신설되고 폐지되었다.

## 역사
- 1889년 4월 1일 - 정촌제 시행에 의해 2촌의 구역으로 성립하였다.
- 1956년 9월 30일 - 하나와정과 합병해 새로운 하나와정이 성립하였다. 동일 시비하라촌이 폐지되었다.

## 교통

### 철도
- 일본국유철도 하나와선

### 도로
- 현도 모리오카게마나이선(※국도 제282호선)